# اوبه‌تومو
اوبه‌تومو (انگلیسی: Obetomo؛ زادهٔ ۱ آوریل ۱۹۷۹) تصویرگر، و پویانما اهل ژاپن است.